# Auchmeromyia boueti
Auchmeromyia boueti är en tvåvingeart som först beskrevs av Roubaud 1911.  Auchmeromyia boueti ingår i släktet Auchmeromyia och familjen spyflugor. Inga underarter finns listade i Catalogue of Life.